# 金堂礼
金堂 礼（かなどう みち、1992年7月15日 - ）は、ジャパンラグビーリーグワン豊田自動織機シャトルズ愛知に所属するラグビー選手。

## プロフィール
- 福岡県出身。
- ポジションはナンバーエイト(No.8)。
- 身長 180 cm、体重 98 kg
- ニックネームはミチ。
- U20日本代表候補に選ばれたことがある[1]。
- MBTIはINTJから2024.4月現在ENFPに変わった。

## 略歴
2008年、筑紫高校でラグビーを始めた
2010年、筑紫高校ラグビー部の副将に就任した
2011年、筑紫高校卒業後、東海大学に入学する。
2014年、東海大学体育会ラグビーフットボール部の副将に就任した。
2015年、東海大学卒業後、宗像サニックスブルースに加入。同年9月6日に行われたトップキュウシュウA第1節の新日鉄住金八幡戦に途中出場で公式戦初出場を果たした。
2021年、ジャパンラグビートップリーグの公式戦に、全試合先発出場した。
2021年、その年のチームベストFWに選出された。
2021年、豊田自動織機シャトルズ愛知に移籍した。
2023年、豊田自動織機シャトルズ愛知を退団した。